# 미네기시 도루
미네기시 도루(일본어: 峰岸透)는 일본의 비디오 게임 작곡가이다. 닌텐도 게임용으로 제작한 음악으로 알려져 있으며 대표 참가작으로 《젤다의 전설》과 《스플래툰》이 있다.

## 생애

### 경력
1998년 경 미네기시는 닌텐도 정보개발본부의 사운드 그룹에서 활동을 시작했다.

## 작품
| 연도 | 제목                                     | 역할              | 공동저작                                  |
| ---- | ---------------------------------------- | ----------------- | ----------------------------------------- |
| 1998 | 포켓몬 스타디움                          | 작곡              | 히키노 미츠히로, 나가타 켄타              |
| 1999 | 포켓몬 스타디움 2                        | 작곡              | 와카이 하지메, 나가타 켄타                |
| 2000 | 마리오 아티스트: 탤런트 스튜디오         | 작곡              | 토타카 카즈미, 나가타 켄타                |
| 2000 | 젤다의 전설 무쥬라의 가면                | 작곡              | 곤도 고지                                 |
| 2001 | 동물의 숲                                | 작곡              | 토타카 카즈미, 나가타 켄타, 타나카 시노부 |
| 2002 | 슈퍼 마리오 선샤인                       | 사운드 효과       | 히키노 마츠히로, 이나가키 요지            |
| 2002 | 젤다의 전설 바람의 지휘봉                | 작곡              | 나가타 켄타, 와카이 하지메, 곤도 고지     |
| 2003 | 마리오 골프: 패밀리 투어                 | 사운드 효과       | 다수                                      |
| 2004 | 슈퍼 마리오 핀볼                         | 사운드 효과       | 반도 타로, 이나가키 요지, 히키노 미츠히로 |
| 2005 | 캐치! 터치! 요시!                        | 작곡              | 토타카 카즈미, 오타 아스카                |
| 2006 | 젤다의 전설 황혼의 공주                  | 작곡              | 오타 아스카, 곤도 고지                    |
| 2007 | 젤다의 전설 몽환의 모래시계              | 작곡              | 나가타 켄타                               |
| 2007 | Wii Fit                                  | 작곡              | 토미나가 마나카, 후지이 시호              |
| 2008 | 대난투 스매시 브라더스 X                 | 어레인지          | 다수                                      |
| 2008 | Wii Music                                | 작곡              | 나가타 켄타, 요코타 마히토                |
| 2009 | 젤다의 전설 대지의 기적                  | 작곡              | 토미나가 마나카, 오타 아스카, 곤도 고지   |
| 2011 | 스틸 다이버                              | 작곡              | 아사히 아츠코                             |
| 2011 | 마리오 카트 7                            | 사운드 지원       | 요시토미 료지                             |
| 2012 | 와라와라 플라자                          | 작곡              |                                           |
| 2013 | 슈퍼 마리오 3D 월드                      | 작곡              | 요코타 마히토, 이와타 야스아키, 곤도 고지 |
| 2014 | 스틸 다이버: 서브 워즈                   | 작곡              | 나가타 켄타, 아사히 아츠코                |
| 2014 | 슈퍼 스매시브라더스 for 닌텐도 3DS/Wii U | 어레인지          | 다수                                      |
| 2015 | 스플래툰                                 | 작곡              | 후지이 시호                               |
| 2016 | 젤다의 전설 황혼의 공주 HD               | 사운드 슈퍼바이저 | 와타나베 타카히로                         |
| 2017 | 마리오 카트 8 디럭스                     | 작곡              | 다수                                      |
| 2017 | 스플래툰 2                               | 작곡              | 후지이 시호, 나가마츠 료                  |
| 2018 | 스플래툰 2: 옥토 익스팬션                | 작곡              | 나가마츠 료                               |
| 2019 | 슈퍼 마리오 메이커 2                     | 작곡              | 아사히 아츠코, 도이 사야코                |